# Cinara pectinatae
Cinara pectinatae är en insektsart som först beskrevs av Nördlinger 1880. Enligt Catalogue of Life ingår Cinara pectinatae i släktet Cinara och familjen långrörsbladlöss, men enligt Dyntaxa är tillhörigheten istället släktet Cinara och familjen barkbladlöss. Arten är reproducerande i Sverige. Inga underarter finns listade i Catalogue of Life.